# الخنازير البرية (فلم)
الخنازير البرية (بالإنجليزية: Wild Hogs) هو فيلم كوميدي من إخراج والتر باكر وبطولة كل من تيم ألين، جون ترافولتا، مارتن لورنس وويليام ميسي. صدر في الولايات المتحدة وكندا في يوم 2 مارس، 2007.

## القصة
تدور أحداث القصة حول أربعة أصدقاء يطلقون على أنفسهم "Wild Hogs" وهم دوغ مادسون (آلن) و وودي ستيفانز (ترافولتا) وبوبي دافيس (لورنس) ودادلي فرانك (ميسي)، يقررون الذهاب في رحلة (على دراجاتهم) خاصة، يتحررون فيها من الرسميات ويرجعون كما كانوا صغاراً، وفي أثناء هذه الرحلة تواجههم بعض المتاعب في الطريق.

## الإستقبال النقدي
تلقى الفيلم مراجعات سلبية حيث حصل على 14% فقط من موقع الطماطم الفاسدة بناء على 140 مراجعة، وتقييمه 5,9/10 في موقع الـIMDb

## الميزانية والإيرادات
رغم ميزانيته الصغيرة حقق الفيلم نجاحا كبيراً في شباك التذاكر حيث حقق أكثر من 168,000,000 $ في الولايات المتحدة و 253,625,427 $ في كافة أنحاء العالم.

## طاقم العمل
- تيم ألين : (دوغ مادسون)
- جون ترافولتا : (وودي يتيفانز)
- مارتن لورنس : (بوبي دافيس)
- ويليام ميسي : (دادلي فرانك)
- راي ليوتا : (جاك)
- ماريسا تومي : (ماغي)
- كيفن دوراند : (ريد)
- م.ك.غايني : (ماردوك)
- جيل هينيسي : (كيلي مادسون)
- دومينيك جينس : (بيلي مادسون)
- تيشينا أرنولد : (كيرين دافيس)
- ستيفين توبولوسكي : (تشارلي)
- جيسون سكلار : (ايرل دوبل)
- راندي سكلار : (باك دوبل)
- دريو سيدورا : (هيلي دافيس)

## روابط خارجية
- مقالات تستعمل روابط فنية بلا صلة مع ويكي بيانات